# HW Virginis
HW Virginis è una stella binaria a eclisse di magnitudine apparente +10,69, che si trova a circa 590 anni luce dal Sistema solare, nella costellazione della Vergine. È una stella variabile del tipo Algol, la variabile di questo tipo con il periodo più corto che si conosca, pari a 2 ore e 48 minuti. 

## Caratteristiche

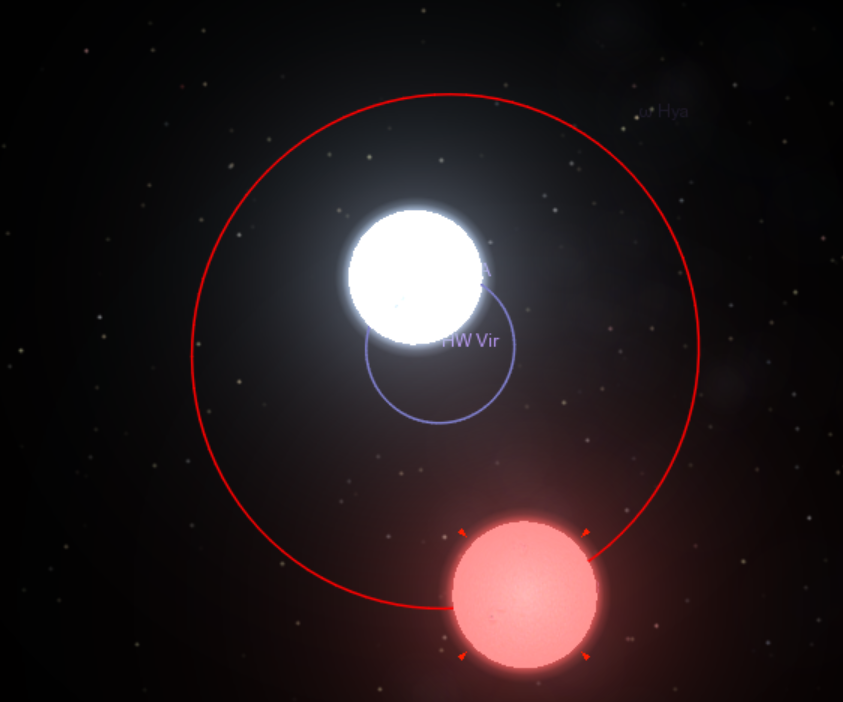
Il sistema di HW Virginis

Il sistema è composto da una stella subnana blu, che fa parte del ramo orizzontale, estremamente calda, con una temperatura di poco inferiore ai 30.000 K, 20 volte più luminosa del Sole, nonostante una massa che è il 48% di quella solare. Si tratta probabilmente di quanto rimane di una stella avente una massa originaria vicina a quella del Sole che ha perso la maggior parte del proprio strato superficiale di idrogeno e che sta fondendo l'elio nel suo nucleo mediante il processo tre alfa.
La componente secondaria è invece una debole nana rossa di classe M6-7V, che nonostante abbia un raggio equivalente a quello della principale (0,18 R⊙), ha una luminosità appena di 3 millesimi di quella del Sole ed una temperatura attorno ai 3000 K.

## Sistema planetario proposto
Sulla base delle variazioni nei tempi delle eclissi del sistema, nel 2008 è stato affermato che due oggetti substellari orbitassero attorno a HW Virginis, con masse 8 e 19 volte quella di Giove. Il modello proposto tuttavia si mostrava estremamente instabile considerando i margini di errore presenti nei dati a disposizione. Una soluzione dinamicamente stabile fu proposta da K. Beuermann et al. nel 2012, suggerendo la presenza di due oggetti con masse 14 e 65 volte quella gioviana; i periodi orbitali furono rivisti rispettivamente in 12,7 e 55 anni per i due oggetti substellari in questione..
Tuttavia nel 2018 anche quel modello fu messo in dubbio, poiché le variazioni dei tempi di eclissi erano incompatibili con ogni modello di sistema planetario conosciuto, come confermato da uno studio del 2021, dove si afferma che le cause delle variazioni temporali delle eclissi in stelle binarie con inviluppo comune derivino da meccanismi non ancora noti secondo gli attuali modelli.